# Грузия на зимних Паралимпийских играх 2018
Грузия на зимних Паралимпийских играх 2018 года в Пхёнчхане была представлена двумя спортсменами (Темуро Дадиани и Нино Сабашвили) в лыжных гонках.

## Результаты

### Лыжные гонки

#### Мужчины

##### Спринт
| Класс | Соревнование                | Спортсмены     | Квалификация | Квалификация | Полуфинал            | Полуфинал            | Полуфинал            | Финал                | Финал                | Итоговое место |
| Класс | Соревнование                | Спортсмены     | Результат    | Место        | Заезд                | Результат            | Место                | Результат            | Место                | Итоговое место |
| ----- | --------------------------- | -------------- | ------------ | ------------ | -------------------- | -------------------- | -------------------- | -------------------- | -------------------- | -------------- |
| Сидя  | 1,1 км, классический спринт | Темуро Дадиани | 3:56.50      | 30           | Завершил выступление | Завершил выступление | Завершил выступление | Завершил выступление | Завершил выступление | 30             |

##### Дистанционные гонки
| Класс | Соревнование        | Спортсмены     | Время   | Отставание | Место |
| ----- | ------------------- | -------------- | ------- | ---------- | ----- |
| Сидя  | 7,5 км классический | Темуро Дадиани | 33:32.7 | +11:04.3   | 32    |
| Сидя  | 15 км свободный\|   | Темуро Дадиани | DNF     | DNF        | —     |

#### Женщины

##### Спринт
| Класс | Соревнование                | Спортсмены     | Квалификация | Квалификация | Полуфинал             | Полуфинал             | Полуфинал             | Финал                 | Финал                 | Итоговое место |
| Класс | Соревнование                | Спортсмены     | Результат    | Место        | Заезд                 | Результат             | Место                 | Результат             | Место                 | Итоговое место |
| ----- | --------------------------- | -------------- | ------------ | ------------ | --------------------- | --------------------- | --------------------- | --------------------- | --------------------- | -------------- |
| Сидя  | 1,1 км, классический спринт | Нино Сабашвили | LAP          | 25           | Завершила выступление | Завершила выступление | Завершила выступление | Завершила выступление | Завершила выступление | 25             |